# Fatih Karagümrük SK
Der Fatih Karagümrük SK ist ein türkischer Fußballverein aus Istanbul. Ihre Heimspiele tragen die Schwarz-Roten gegenwärtig im Atatürk-Olympiastadion aus. Zuvor war man im Vefa-Stadion beheimatet. Der Verein war Gründungsmitglied der höchsten türkischen Spielklasse und spielte in den 1950er, 1960er, 1980er und 2020er Jahren insgesamt zehn Spielzeiten in der Süper Lig. In der Ewigen Tabelle der Süper Lig liegt der Verein auf dem 46. Platz. Obwohl der Verein seit den 1960er Jahren lange keine große Rolle mehr im türkischen Fußball spielte, besaß er nach wie vor eine kleine aber wichtige Anhängerzahl und schaffte es in dieser Zeit immer wieder, Nationalspieler wie Abdülkerim Durmaz, Oktay Derelioğlu oder Serdar Topraktepe hervorzubringen.

## Geschichte

### Gründung
Fatih Karagümrük SK wurde 1926 durch die Bemühungen des Muhtars und seinen Freunden durch den Zusammenschluss der beiden Vereine Acıçeşme und Karagümrük Gençleri unter dem Namen Karagümrük İdman Yurdu und mit den Vereinsfarben Rot-Weiß in Istanbul gegründet. Die Vereinsfarben galten als eine Art Hommage an die Feuerwehr des Bezirks. Der Bezirk Fatih besaß sehr viele Holzhäuser, wodurch die Feuerwehr sehr präsent sein musste. Rot sollte die Feuerflamme und Schwarz den Rauch symbolisieren.
Von der Vereinsgründung bis zur Gründung der höchsten türkischen Spielklasse, der Süper Lig, zählte Fatih Karagümrük zu den bekanntesten Vereinen des türkischen Fußballs. Vor der Gründung der Süper Lig waren die regionalen Istanbuler Ligen u. a. die İstanbul Profesyonel Ligi, die prestigeträchtigsten Ligen des Landes. Fatih Karagümrük war in dieser Liga eine feste Größe und errang einige Male vor den drei großen Istanbuler Vereinen Fenerbahçe, Beşiktaş und Galatasaray die Meisterschaft dieser Liga.

### Konflikt mit Vefa Istanbul
1942 versuchte der damalige Bildungsminister der Türkei, Hasan Âli Yücel, durchzusetzen, dass Fatih Karagümrük sein Stadion in Zukunft mit dem Verein Vefa Istanbul teilen sollte. Yücel besuchte das renommierte Vefa-Gymnasium, aus dem der Verein Vefa SK entstand, und hatte daher ein privates Interesse an der Sache. Diese Kontroverse hatte zur Folge, dass der Verein in den Jahren 1942 bis 1946 kein Stadion hatte und so dem Spielbetrieb fernblieb. Das Stadion wurde schließlich in Vefa Stadı umbenannt, der Name wird von Fatih Karagümrük heute noch verwendet. Die Klubführung und auch die Fans führten aber weiterhin den alten Namen Karagümrük-Stadium.

### Neuordnung und stärkste Vereinsphase
Im Juni 1946 formierte sich der Verein unter dem Namen Karagümrük Gençlik Kulübü neu und startete von der niedrigsten türkischen Spielklasse, der fünftklassigen 5. Küme. Gegen Ende der 1950er Jahre arbeitete sich der Verein wieder in die höchste Istanbuler Liga hoch und begann erneut, Fenerbahçe, Beşiktaş und Galatasaray in Istanbul Konkurrenz zu machen. In der Saison 1958/59 wurde der Verein Herbstmeister, verspielte erst gegen Saisonende die Tabellenführung und wurde Tabellendritter. In den 1950er Jahren starteten mehrere spätere Nationalspieler und Stars ihre Spielerkarriere bei Fatih Karagümrük bzw. waren hier einige Spielzeiten aktiv u. a. Naci Erdem, Ahmet Karlıklı, Cahit Candan, Ahmet Berman, İsmail Kurt, Aydın Yelken und Tarık Kutver.
Im Sommer 1959 war der Verein Gründungsmitglied der neu eingeführten und landesweit ausgetragenen höchsten Spielklasse, der heutigen Süper Lig und zählte fünf Jahre zu ihren ständigen Mitgliedern. Anschließend verlor der Verein den Anschluss an Fenerbahçe, Beşiktaş und Galatasaray. Im Sommer 1963 stieg er in die zweithöchste Spielklasse, die heutige TFF 1. Lig, ab. Verstärkt durch die Gründung zahlreicher anatolischer Mannschaften, die regional zunehmend erstarkten, und den Wandel in der Bezirksbevölkerung verlor der Klub an Bedeutung. In den 1980er Jahren erstarkte der Verein wieder. So beendete die Mannschaft unter der Leitung des Cheftrainers Ahmet Karlıklı die Drittligasaison 1979/80 als Vizemeister der dritthöchsten Spielklasse und kehrte nach 14-jähriger Abstinenz wieder in die zweithöchste Spielklasse zurück. Bereits drei Jahre später schaffte es der Verein im Sommer 1983 als Meister der TFF 1. Lig in die Süper Lig aufzusteigen und nach 21 Jahren wieder an der 1. Lig teilzunehmen. Bereits in seiner ersten Erstligasaison, der Saison 1983/84 stieg der Verein wieder in die TFF 1. Lig ab. Anschließend spielte der Verein bis zum Sommer 2008 abwechselnd zweit- oder drittklassig und stieg im Sommer in die viertklassige TFF 3. Lig ab. Hier verpasste er ebenfalls den Klassenerhalt und spielte fortan im Amateurfußball.

### Systembedingter Abstieg in die TFF 3. Lig
Da mit der Saison 2001/02 der türkische Profi-Fußball grundlegenden Änderungen unterzogen werden sollte, wurden bereits in der Spielzeit 2000/01 Vorbereitungen für diese Umstellung unternommen. Bis dato bestand der Profifußball in der Türkei aus drei Ligen: Der höchsten Spielklasse, der einspurigen Türkiye 1. Futbol Ligi, der zweitklassigen fünfspurig und in zwei Etappen gespielten Türkiye 2. Futbol Ligi und der drittklassigen und achtgleisig gespielten Türkiye 3. Futbol Ligi. Zur Saison 2001/02 wurde der Profifußball auf vier Profiligen erweitert. Während die Türkiye 1. Futbol Ligi unverändert blieb, wurde die Türkiye 2. Futbol Ligi in die nun zweithöchste Spielklasse, die Türkiye 2. Futbol Ligi A Kategorisi (zu dt.: 2. Fußballliga der Kategorie A der Türkei), und die dritthöchste Spielklasse, die Türkiye 2. Futbol Ligi B Kategorisi (zu dt.: 2. Fußballliga der Kategorie B der Türkei), aufgeteilt. Die nachgeordnete Türkiye 3. Futbol Ligi wurde fortan somit die vierthöchste Spielklasse, die TFF 3. Lig. Jene Mannschaften, die in der Drittligasaison 2000/01 lediglich einen mittleren Tabellenplatz belegten, wurden für die kommende Saison der neugeschaffenen vierthöchsten türkischen Spielklasse, der 3. Lig, zugewiesen. Karagümrük, welches die Liga auf dem 5. Tabellenplatz beendet hatte, musste so systembedingt in die 3. Lig absteigen.

### Rückkehr in den Profifußball und Wiederaufstieg
Nach dreijähriger Abstinenz von den türkischen Profiligen kehrte der Verein am Ende der Saison 2011/12 durch die Meisterschaft der Bölgesel Amatör Lig und dem damit verbundenen Aufstieg in die TFF 3. Lig in den türkischen Profifußball zurück.
Bereits in der ersten Viertligasaison spielte der Klub lange Zeit um den Aufstieg mit. Die reguläre Liga beendete Karagümrük als Vizemeister der TFF 3. Lig Gruppe 3 und verpasste so den direkten Aufstieg in die TFF 2. Lig. Stattdessen qualifizierte sich die Mannschaft für die Playoffs der Liga, deren Finale den letzten Aufsteiger der Gruppe 3 bestimmt. Hier schied die Mannschaft im Halbfinale gegen Pazarspor aus und verpasste auch die letzte Chance auf den Aufstieg.
In der Viertligasaison 2013/14 qualifizierte sich der Klub als Tabellenvierter erneut für die Playoff-Phase. In dieser setzte sich der Klub mit 3:1 nach Verlängerung gegenüber Kahramanmaraş Büyükşehir Belediyespor durch und kehrte nach siebenjähriger Abstinenz wieder in die TFF 2. Lig zurück. Fatih Karagümrük SK trug in der Saison 2013/14 aufgrund des Name-Sponsoring-Vertrages mit dem Medienunternehmen Localtime Medya diesen Firmennamen als Namenserweiterung und hieß deshalb zwischenzeitlich Localtime Fatih Karagümrük SK.
In der Drittligasaison 2018/19 erreichte Karagümrük den Aufstieg in die zweithöchste türkische Liga, die TFF 1. Lig. Hierfür wurden in den Playoffs Şanlıurfaspor, Manisa FK und Sakaryaspor geschlagen.
Nur ein Jahr später konnte der Aufstieg in die Süper Lig perfekt gemacht werden. Die Mannschaft setzte sich in den Playoffs gegen Akhisarspor und Adana Demirspor durch. Seit dem Aufstieg in das türkische Fußballoberhaus im Jahr 2020 trägt der Club seine Heimspiele im großen Atatürk-Olympiastadion aus.

## Ligazugehörigkeit
- 1. Liga: 1959–1963, 1983–1984, 2020–2024, seit 2025
- 2. Liga: 1963–1969, 1980–1993, 1984–1988, 1989–1992, 2004–2005, 2019–2020, 2024–2025
- 3. Liga: 1969–1980, 1988–1989, 1992–1997, 1988–1989, 1993–2000–2001, 2002–2004, 2005–2008, 2014–2019
- 4. Liga: 2001–2002, 2008–2009, 2012–2014
- Regionale Amateurliga: 1997–2000, 2009–2012

## Kader der Saison 2024/25
- Letzte Aktualisierung: 28. März 2025[6]

| Nr.        | Nat.           | Name               | Geburtstag    | im Verein seit | Vertrag bis |
| Tor        | Tor            | Tor                | Tor           | Tor            | Tor         |
| ---------- | -------------- | ------------------ | ------------- | -------------- | ----------- |
| 01         | Turkei         | Emre Bilgin        | 26. Feb. 2004 | 2023           | 2024        |
| 97         | Turkei         | Furkan Akyüz       | 21. Sep. 2005 |                |             |
| 99         | Turkei         | Furkan Bekleviç    | 31. Jan. 1999 | 2023           | 2026        |
| Abwehr     |                |                    |               |                |             |
| 02         | Turkei         | İrfan Köseji       | 4. Apr. 2004  |                |             |
| 03         | Senegal        | Papy Djilobodji    | 1. Dez. 1988  |                |             |
| 04         | Turkei         | Yiğit Efe Demir    | 2. Aug. 2004  |                |             |
| 06         | Turkei         | Berkay Dabanlı     | 27. Juni 1990 |                |             |
| 15         | Turkei         | Salih Dursun       | 12. Juli 1991 | 2021           | 2024        |
| 22         | Turkei         | Emir Tintiş        | 12. Jan. 2004 | 2022           | 2026        |
| 23         | Turkei         | Talha Ülvan        | 20. Apr. 2001 |                |             |
| 33         | Turkei         | Çağtay Kurukalıp   | 24. Feb. 2002 |                |             |
| -          | Turkei         | Ömer Ersoy         | 16. März 2003 | 2023           | 2025        |
| 94         | Turkei         | Anıl Yiğit Çınar   | 10. Juli 2003 |                |             |
| Mittelfeld |                |                    |               |                |             |
| 05         | Schweden       | Alper Demirol      | 1. Okt. 2002  |                |             |
| 11         | Jamaika        | Daniel Johnson     | 25. März 1992 | 2023           | 2024        |
| 14         | Elfenbeinküste | Marius Trésor Doh  | 17. Dez. 2003 |                |             |
| 16         | Turkei         | Tuğbey Akgün       | 9. Apr. 2003  |                |             |
| 19         | Turkei         | Göktan Gürpüz      | 22. Jan. 2003 |                |             |
| 20         | Belgien        | Muhammed Mert      | 9. Feb. 1995  |                |             |
| 35         | Turkei         | Atakan Çankaya     | 25. Juni 1998 |                |             |
| 72         | Turkei         | Barış Kalaycı      | 30. Aug. 2005 |                |             |
| 88         | Turkei         | Ömer Gümüş         | 7. Juli 2003  |                |             |
| Sturm      |                |                    |               |                |             |
| 07         | Portugal       | João Camacho       | 23. Juni 1994 |                |             |
| 09         | Brasilien      | Wesley Moraes      | 26. Nov. 1996 |                |             |
| 10         | Osterreich     | Nikola Dovedan     | 6. Juli 1994  |                |             |
| 17         | Turkei         | Ahmet Sivri        | 6. Juli 1999  |                |             |
| 18         | Turkei         | Arda Akgün         | 11. Jan. 2007 |                |             |
| 70         | Brasilien      | Serginho           | 15. März 1995 |                |             |
| 77         | Turkei         | Ahmed Tarık Tuğyan | 14. Aug. 2004 | 2024           |             |
| 90         | Turkei         | Baran Demiroğlu    | 2. Mai 2005   |                |             |
| 91         | Jamaika        | Andre Gray         | 26. Juni 1991 |                |             |

## Rekordspieler
| Rang                 | Name               | Einsätze | Zeitraum  |
| -------------------- | ------------------ | -------- | --------- |
| 01.                  | Nihat Çapalar      | 103      | 1959–1962 |
| 02.                  | Kadri Kartal       | 102      | 1959–1962 |
| 03.                  | Tarık Kutver       | 99       | 1959–1962 |
| 04.                  | Zekai Selli        | 75       | 1959–1961 |
| 04.                  | Gökçen Dinçer      | 75       | 1959–1962 |
| 04.                  | Orhan Erkmen       | 75       | 1959–1962 |
| 05.                  | Doğan Sel          | 72       | 1959–1962 |
| 06.                  | Ali Soydan         | 71       | 1960–1962 |
| 07.                  | Aydın Yelken       | 70       | 1959–1961 |
| 08.                  | Turhan Bayraktutan | 65       | 1959–1962 |
| 09.                  | Ünal Atay          | 63       | 1959–1961 |
| 10.                  | Özcan Köksoy       | 54       | 1959–1961 |
| 10.                  | Sümer Yüzer        | 54       | 1959–1962 |
| Stand: 16. März 2016 |                    |          |           |

| Rang                 | Name               | Tor | Einsätze | Tor/Spiel |
| -------------------- | ------------------ | --- | -------- | --------- |
| 01.                  | Tarık Kutver       | 31  | 99       | 0,31      |
| 02.                  | Kadri Aytaç        | 17  | 46       | 0,37      |
| 02.                  | Aydın Yelken       | 17  | 70       | 0,24      |
| 03.                  | Ali Soydan         | 14  | 71       | 0,2       |
| 04.                  | Turhan Bayraktutan | 11  | 65       | 0,17      |
| 05.                  | Tuncay Becedek     | 10  | 27       | 0,37      |
| 06.                  | Nedim Yüney        | 9   | 47       | 0,19      |
| 07.                  | Ömer Kaner         | 8   | 16       | 0,5       |
| 07.                  | Zekai Selli        | 8   | 75       | 0,11      |
| 08.                  | Rıza Tuyuran       | 6   | 26       | 0,23      |
| 08.                  | Nihat Çapalar      | 6   | 103      | 0,06      |
| 09.                  | Kemal Gürgeli      | 5   | 11       | 0,45      |
| 10.                  | Mehmet Ekşi        | 4   | 23       | 0,17      |
| 10.                  | Yılmaz Sesli       | 4   | 24       | 0,17      |
| 10.                  | Abdülkerim Durmaz  | 4   | 27       | 0,15      |
| Stand: 16. März 2016 |                    |     |          |           |

## Ehemalige bekannte Spieler
| - Ünal Atay - Abdullah Avcı - Kadri Aytaç 1, 2 - Serdar Bali - Turhan Bayraktutan - Tuncay Becedek - Ahmet Berman - Fahrettin Cansever - Nihat Çapalar - Nusret Dalkıran - Oktay Derelioğlu - Gökçen Dinçer - Abdülkerim Durmaz - Mehmet Ekşi - Naci Erdem - Orhan Erkmen | - Ali Filibeli - Burhan Glomreza - Nedim Günar - Kemal Gürgeli - Selçuk Hergül - Mehmet İpek - Akgün Kaçmaz - Ömer Kaner - Tamer Kaptan - Sefer Karaer - Kadri Kartal - Volkan Kilimci - Özcan Köksoy - İsmail Kurt - Tarık Kutver 2 - Nihat Nalbantić | - Rıza Naliegar - Vedat Okyar - Erkan Sekman - Doğan Sel - Zekai Selli - Yılmaz Sesli - Ali Soydan - Serdar Topraktepe - Rıza Tuyuran - Selahattin Ünlü - Erkan Velioğlu - Aydın Yelken 2 - Talat Yörük - Nedim Yüney - Sümer Yüzer |

## Ehemalige Trainer (Auswahl)
| - László Székely (Juli 1959 – September 1959) - Bülent Eken (Oktober 1959 – April 1960) - Bülent Eken (August 1961 – Juni 1962) - Recep Adanır (September 1962 – November 1962) - Ahmet Karlıklı (August 1967 – Dezember 1967) - Ahmet Karlıklı (August 1978 – Mai 1979) - Ahmet Karlıklı (Oktober 1979 – August 1980) - Ahmet Karlıklı (April 1981 – Frühjahr 1982) - Şükrü Ersoy (Frühjahr 1982) - Ilie Datcu (Juni 1982 – Dezember 1983) - Şükrü Ersoy (Oktober 1988 – Mai 1989) - Kamuran Yavuz (September 1989 – Januar 1990) - Tuncay Soyak (August 1995 – November 1995) - Şenol Çorlu (Januar 1996 – Mai 1996) - Abdülkerim Durmaz (August 1996 – Januar 1997) - Fatih Uraz (Juli 2001 – Oktober 2001) - Abdülkerim Durmaz (Oktober 2001 – Januar 2003) | - Armağan Turhan (August 2003 – November 2004) - İsmail Ertekin (Januar 2006 – Mai 2006) - Fahrettin Sayhan 3 (Oktober 2006 – November 2006) - Coşkun Öksüz (Dezember 2007 – Februar 2008) - Fahrettin Sayhan 3 (Februar 2008 – März 2008) - Coşkun Öksüz (März 2008 – September 2008) - Önder Karaveli 3 (September 2008 – September 2008) - Hüseyin Aydoğan (Januar 2011 – April 2012) - Ercümend Coşkundere (September 2012 – Mai 2013) - Tamer Avcı (August 2013 – September 2013) - Aydın Kahraman 3 (September 2013 – Oktober 2013) - Ercümend Coşkundere (Oktober 2013 – Mai 2014) - Nihat Balan (Juli 2014 – November 2014) - Ferruh Özgün (November 2014 – Oktober 2015) - Ercümend Coşkundere (Oktober 2015 – September 2016) - Bülent Yenihayat (September 2016 – Dezember 2016) | - Ercümend Coşkundere (Januar 2017 – -nai 2017) - Ferruh Özgün (Juli 2017 – Oktober 2017) - Bülent Yenihayat (Oktober 2017 – Juni 2018) - Yusuf Şimşek (August 2018 – Oktober 2018) - Cüneyt Dumlupınar (Oktober 2018 – Dezember 2018) - Atılay Canel (Dezember 2018) - Bülent Yenihayat (Januar 2018 – Februar 2019) - Cüneyt Dumlupınar (Februar 2019 – Oktober 2019) - Atılay Canel (Oktober 2019 – Juli 2020) - Şenol Can (Juli 2020 – März 2021) - Francesco Farioli (März 2021 – Dezember 2021) - Volkan Demirel (Dezember 2021 – Mai 2022) - Andrea Pirlo (seit Juni 2022) |

## Präsidenten (Auswahl)
- Cengiz Günaydın
- Süleyman Hurma